# Зграда Смедеревске банке у Београду
Зграда Смедеревске банке се налази у Београду, на Теразијама 39. Зграда има статус споменика културе од великог значаја.

## Историјат и архитектура
Зграда Смедеревске банке је подигнута у периоду од 1910. до 1912. године по пројекту архитеката Милорада Рувидића и Исаила Фидановића, као кућа трговца Милана М. Стефановића Смедеревца. Палату, која је стамбено-пословну намену задржала до данас, једно време је користила филијала некадашње Смедеревске банке, те се међу Београђанима усталио назив Зграда Смедеревске банке. Постављена на уличној регулационој линији, на уској парцели, решавана је по дубини, у шест нивоа – са подрумом, приземљем, међуспратом, два спрата и поткровљем. Примењен стилски и градитељски поступак сврстава ову палату међу најрепрезентативније примере сецесије у Србији, као и међу кључне објекте у развоју српске модерне архитектуре. Као један од ретких сачуваних Рувидићевих објеката, зграда Смедеревске банке је значајна и по томе што у развоју српске модерне архитектуре означава прекид са традицијом академског еклектичког архитектонског израза.
Конзерваторски радови на објекту рађени су 1972. и 1978, рестаурација фасада 2002. и 2005.